# هيئة ولاية هاواي التشريعية
هيئة ولاية هاواي التشريعية (بالإنجليزية: Hawaii State Legislature)‏ هي الهيئة التشريعية ل، تتكون من المجلس الأعلى مجلس شيوخ هاواي
الذي يضم 25 مقعداً، والمجلس الأدنى مجلس نواب هاواي الذي يضم 51 مقعداً.